# Argosy
Argosy, poi ribattezzata The Argosy, Argosy All-Story Weekly e The New Golden Argosy, è stata una rivista fondata da Frank Munsey nel 1882, primo pulp magazine statunitense. La rivista nacque come settimanale di storie per ragazzi col titolo The Golden Argosy, per poi diventare una rivista di sole storie pulp pubblicando, nel corso della sua lunga vita, vari generi di letteratura, dalle storie avventurose alla fantascienza, dal western al fantasy, dal giallo alle storie per adulti e softcore. La rivista originale, fondendosi con la sorella All-Story Weekly, fu pubblicata fino al 1978; dal 1990 in poi sono stati condotti vari tentativi di farla rivivere. Ha avuto anche un'edizione britannica.

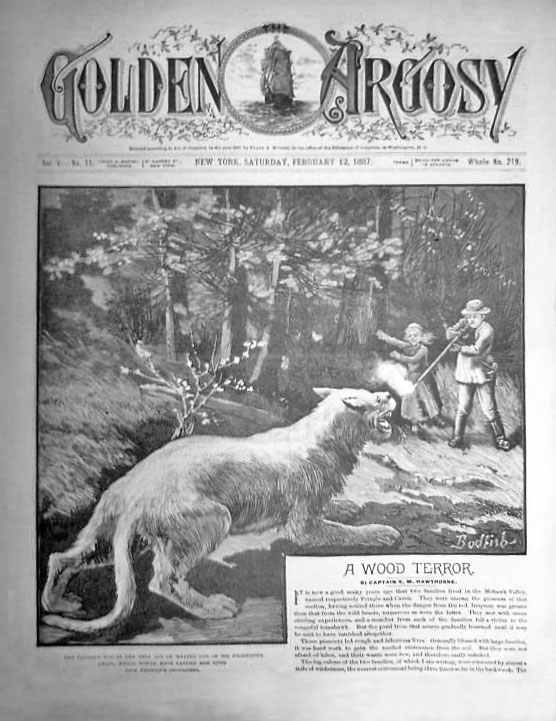
Il settimanale The Golden Argosy, 12 febbraio 1887.

## Storia editoriale

### Lancio diThe Golden Argosy

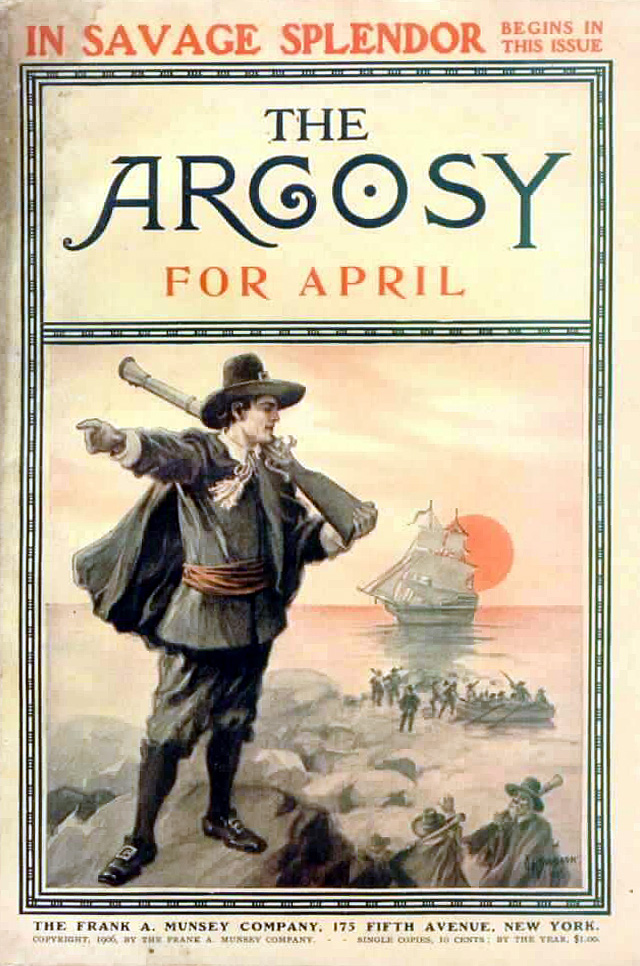
The Argosy, aprile 1906

Alla fine di settembre del 1882 Frank Munsey si era trasferito a New York per far partire Argosy, avendo stipulato un accordo di collaborazione con un amico che era già a New York e lavorava nell'industria editoriale e con un intermediario da Augusta (Maine), la precedente residenza di Munsey. Munsey impiegò la maggior parte del proprio denaro, circa $500, nell'acquisto di storie per la rivista.
Una volta a New York, l'intermediario fece marcia indietro, così Munsey decise di liberare il suo amico di New York dall'impegno, dato che ormai erano irrimediabilmente sottofinanziati. Munsey poi lanciò il periodico tramite un editore di New York, riuscendo a convincerlo a pubblicare la rivista e farsi assumere come curatore.
Il primo numero fu pubblicato il 2 dicembre 1882 (benché datato 9 dicembre 1882, una pratica comune a quel tempo), uscendo settimanalmente. Il primo numero era di otto pagine, costava cinque centesimi e comprendeva le prime storie a puntate di Horatio Alger, Jr. ed Edward S. Ellis.
Tra gli altri autori associati ai primi giorni di Argosy vi furono Annie Ashmoore, W. H. W. Campbell, Harry Castlemon, Frank H. Converse, George H. Coomer, Mary A. Denison, Malcolm Douglas, il colonnello A.B. Ellis, J. L. Harbour, D. O. S. Lowell, Oliver Optic, Richard H. Titherington, Edgar L. Warren e Matthew White, Jr. Quest'ultimo sarebbe divenuto il primo curatore di Argosy  dal 1886 al 1928.
Cinque mesi dopo la prima edizione, l'editore fallì ed entrò in liquidazione coatta amministrativa. Avendo in corso una rivendicazione per il suo salario non pagato, Munsey riuscì ad assumere il controllo della rivista. Era una proposta finanziaria molto improbabile; gli abbonamenti che erano stati venduti dovevano essere effettuati, ma Munsey non aveva quasi più denaro ed era impossibile trovare credito dai tipografi e dagli altri fornitori. Munsey preso a prestito 300 $ da un amico nel Maine, riuscendo a racimolare soldi a mano a mano che apprendeva le basi del settore editoriale.
Munsey scoprì che rivolgersi ai ragazzi era stato un errore, dato che non rimanevano abbonati a lungo, dal momento che erano cresciuti leggendo la rivista. I ragazzi inoltre non avevano molto da spendere, il che limitava il numero di inserzionisti interessati a raggiungerli.

### Il passaggio alle storie pulp
Nel dicembre 1888 la testata fu ribattezzata The Argosy. La cadenza della pubblicazione passò da settimanale a mensile nel mese di aprile 1894, momento in cui la rivista iniziava il suo passaggio alle storie pulp. Infine pubblicò il suo primo numero interamente di tale narrativa nel 1896. L'Argosy di sole storie lanciò un nuovo genere di riviste ed è considerata la pioniera delle riviste pulp.
La rivista tornò a una cadenza settimanale nel mese di ottobre 1917. Nel mese di gennaio 1919 The Argosy si fuse con Railroad Man's Magazine e fu per breve tempo conosciuta come Argosy and Railroad Man's Magazine.
Nel periodo precedente la prima guerra mondiale The Argosy aveva diversi scrittori di rilievo, tra cui Upton Sinclair, Zane Grey, Albert Payson Terhune, Gertrude Barrows Bennett (sotto lo pseudonimo di Francis Stevens) e il romanziere di dime novel William Wallace Cook.

### The All-Story

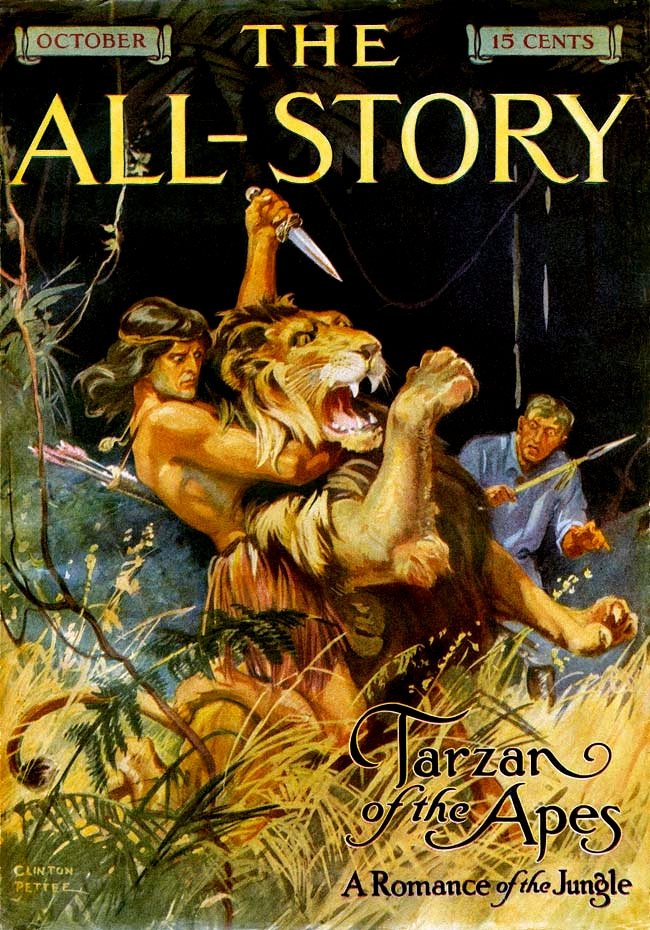
The All-Story ottobre 1912, con la prima apparizione di Tarzan di Edgar Rice Burroughs

La rivista The All-Story era un altro dei periodici pulp di Munsey. Debuttata nel mese di gennaio 1905, venne pubblicata mensilmente per 11 anni. Un successivo passaggio alla cadenza settimanale comportò il cambio della testata in All-Story Weekly. Alla fine si fuse con The Cavalier, dopo di che fu nota come All-Story Cavalier Weekly per un certo periodo, prima che la testata fosse ripristinata. Tra i curatori di All-Story vi furono Newell Metcalf e Robert H. Davis.
The All-Story fu la prima rivista a pubblicare Edgar Rice Burroughs, a cominciare da Sotto le lune di Marte (Under the Moons of Mars, 1912, un romanzo a puntate poi edito in volume col titolo A Princess of Mars nel 1914) e in seguito Gli dei di Marte (The Gods of Mars, 1913). Tra gli altri romanzieri di All-Story vi erano i giallisti Rex Stout e Mary Roberts Rinehart, gli autori di western Max Brand e Raymond S. Spears e gli scrittori fantastici e dell'orrore Tod Robbins, Abraham Merritt, Perley Poore Sheehan e Charles B. Stilson.
Nel 2006 un esemplare del numero di ottobre 1912 di All-Story Magazine, con la prima apparizione del personaggio di Tarzan in tutti i media, fu venduto a 59 750$ a un'asta bandita dalla Heritage Auctions di Dallas.

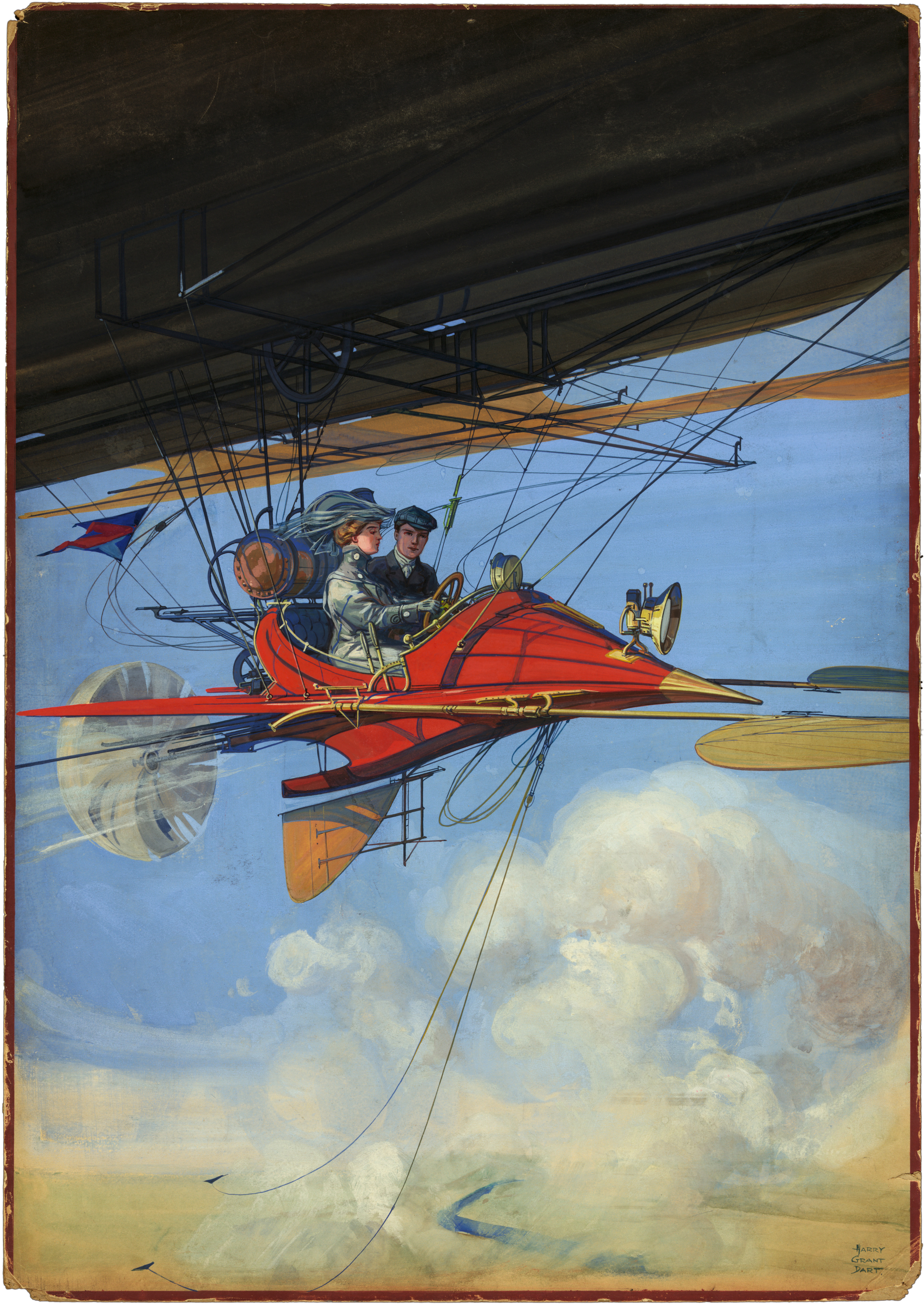
Illustrazione originale di Harry Grant Dart per una copertina di The All-Story, ottobre 1908.
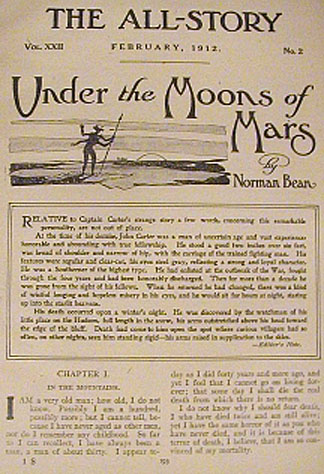
The All-Story febbraio 1912, con il romanzo Sotto le lune di Marte (Under the Moons of Mars) di Edgar Rice Burroughs
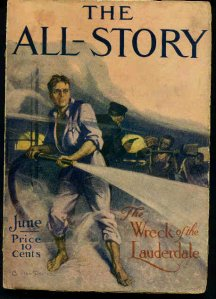
The All-Story giugno 1912, con la quinta e penultima puntata di Edgar Rice Burroughs Sotto le lune di Marte (Under the Moons of Mars)
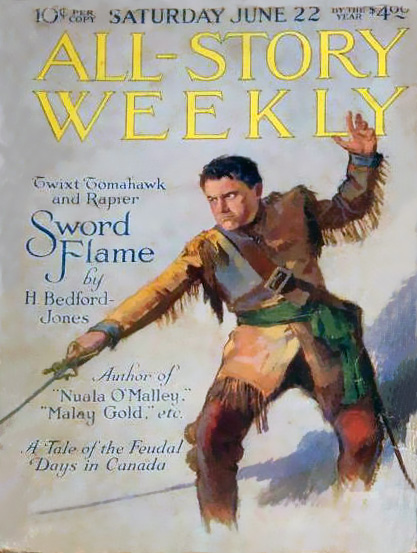
All-Story Weekly, 22 giugno 1918.

### Argosy All-Story Weekly

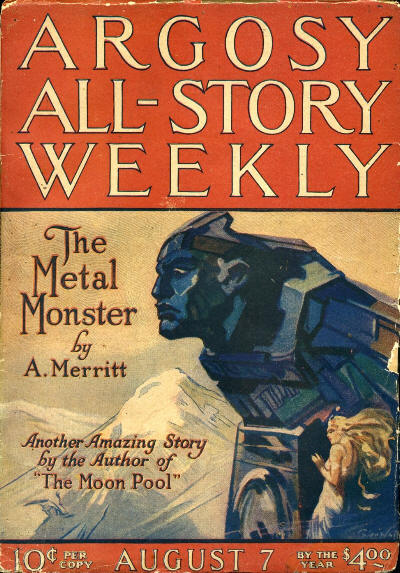
Copertina di Argosy All-Story Weekly per la storia Il mostro di metallo (The Metal Monster) di A. Merritt (7 agosto 1920).

Ne 1920 All-Story Weekly venne fusa con la sorella The Argosy, facendone risultare una nuova testata, Argosy All-Story Weekly, che pubblicava opere di un gran numero di generi letterari, tra cui fantascienza e westerns. Edgar Rice Burroughs pubblicò nel periodico alcune delle sue storie di Tarzan e John Carter di Marte; tra gli altri scrittori di fantascienza vi erano Ralph Milne Farley, Ray Cummings, Otis Adelbert Kline e A. Merritt.
Nel 1922 Argosy perse l'opportunità di lanciare la carriera di E. E. Smith. Bob Davis, allora curatore di Argosy, respinse il manoscritto de L'Allodola dello Spazio (The Skylark of Space), scrivendo a Smith che personalmente apprezzava il romanzo, ma che era "troppo distante" ("too far out") per i suoi lettori. Questa "incoraggiante lettera di rifiuto" incoraggiò Smith a provare ancora, riuscendo infine a pubblicare il suo romanzo su Amazing Stories.
Argosy pubblicò un gran numero di storie avventurose di Johnston McCulley (tra le quali le storie di Zorro), C. S. Forester (avventure nel mare), Theodore Roscoe (storie sulla Legione straniera), L. Patrick Greene (che si specializzò in narrazioni sull'Africa) e i racconti di George F. Worts su Peter the Brazen, un operatore radio statunitense che viveva avventure in Cina. H. Bedford-Jones scrisse una serie di storie storiche di cappa e spada per Argosy su un soldato irlandese, Denis Burke. Borden Chase fece la sua apparizione in Argosy con storie poliziesche. Nelle pagine di Argosy apparvero inoltre due serie a puntate avventurose-gialle piene di umorismo di Lester Dent. Storie gialle più serie erano invece rappresentate da quelle di Cornell Woolrich, Norbert Davis e Fred MacIsaac.
Max Brand, Clarence E. Mulford, Walt Coburn, Charles Alden Seltzer e Tom Curry scrivevano storie western per la rivista. Tra gli altri autori apparsi nell'edizione originale vi sono stati Ellis Parker Butler, Hugh Pendexter, Robert E. Howard, Gordon MacCreagh ed Harry Stephen Keeler. Il Dottor Kildare, il famoso personaggio di Brand, fece la sua apparizione per la prima volta nel 1938.
Le copertine di Argosy erano disegnate da numerosi illustratori famosi di riviste, tra cui Edgar Franklin Wittmack, Modest Stein e Robert A. Graef.
Nel novembre 1941 il periodico passò a una cadenza quindicinale, poi divenuta mensile nel luglio 1942. Il cambiamento più significativo avvenne nel settembre 1943, quando la rivista non solo abbandonò la carta "pulp" economica in favore della carta patinata, ma iniziò anche a spostarsi verso contenuti non esclusivamente di narrativa. Nel corso di pochi anni successivi la narrativa crebbe di meno - benché ancora con racconto dell'occasionale autore di statura, come P. G. Wodehouse - e fu ampliato il contenuto "da rivista per adulti". Verso la fine, il periodico divenne associato con il genere pulp delle avventure da adulti di "storie vere" di conflitti con animali selvaggi o di combattimenti in tempo di guerra, articoli di Erle Stanley Gardner sulla "Corte dell'ultimo appello" ("The Court of Last Resort") e in seguito venne considerata una rivista softcore per uomini. L'ultimo numero della rivista originale venne edito nel novembre del 1978.

### Riprese
Il periodico fu ripreso per breve tempo tra il 1990 e il 1994. Durante questo periodo vi furono solo cinque numeri, pubblicati sporadicamente. Un revival in carta patinata, lanciato nel 2004, si fermò dopo poco per riprendere le pubblicazioni nel 2005 come Argosy Quarterly, curato da James A. Owen. La nuova edizione si concentrava su storie nuove e originali e venne pubblicata nel corso del 2006. Dal 2013 al 2014 Argosy venne nuovamente ripresa, stavolta come pubblicazione solo digitale, in Gran Bretagna, producendo due volumi di storie pulp di autori moderni.

### Argosybritannica
La rivista britannica Argosy (nota anche come “The Argosy”) fu fondata da Alexander Strahan nel 1865 e successivamente posseduta e curata da Ellen Wood. Venne pubblicata fino al 1901.
Una successiva Argosy britannica fu una rivista di racconti in formato tascabile che si concentrava sulle ristampe, pubblicata dal 1926 al 1974, con storie singole e a puntate di autori importanti, più riempitivi di citazioni all'apparenza divertenti, brani e vignette illustrate. Joan Aiken fece da redattore alla rivista dal 1955 al 1960. Lord Dunsany, Ray Bradbury H. E. Bates, Victor Canning, C. S. Forester, Pamela Hansford Johnson e Gerald Bullett erano tra gli scrittori i cui contenuti apparvero nelle pagine di questa rivista.